# Puebla (Bundesstaat)

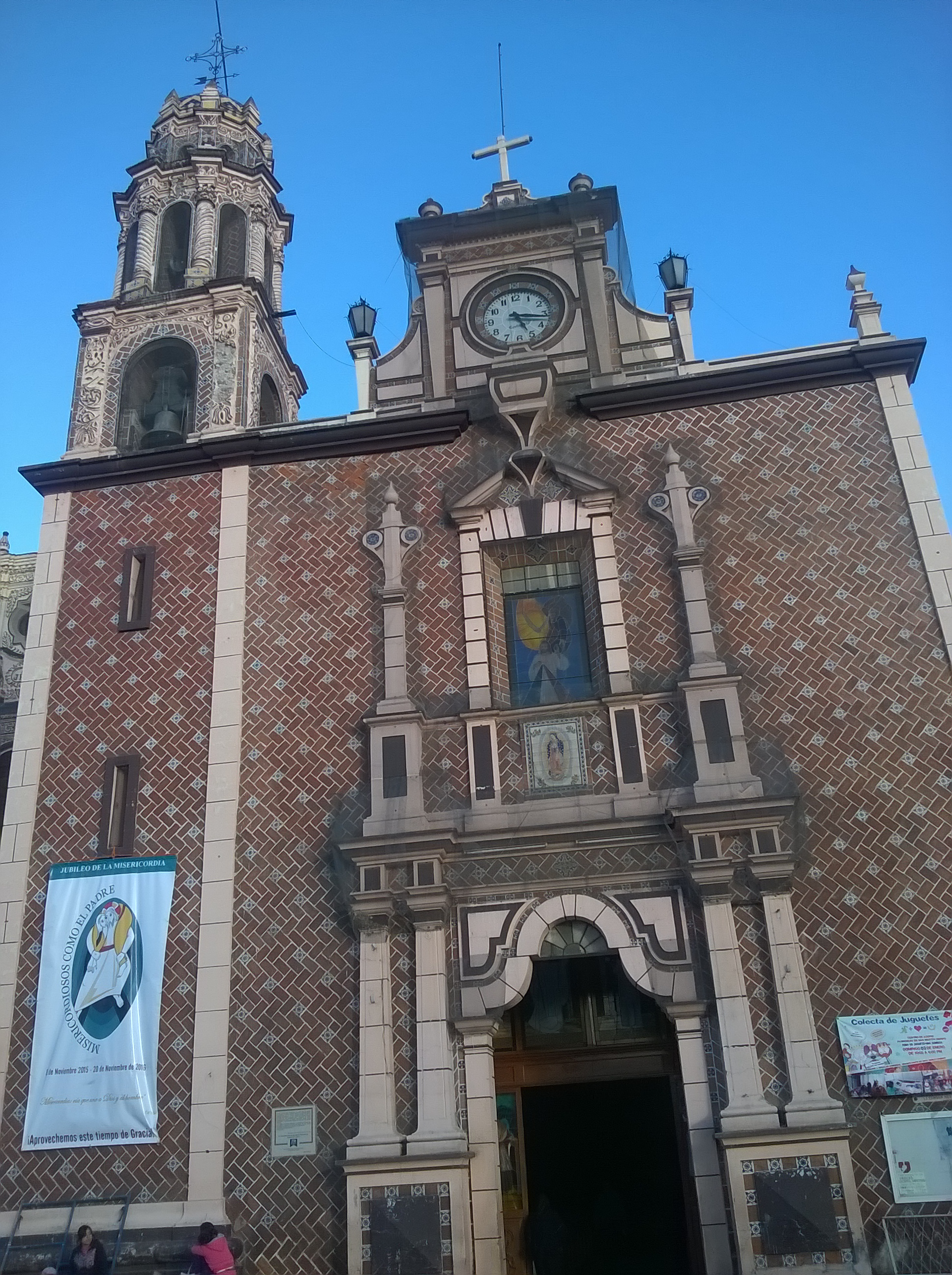
Pfarrkirche San Martín Obispo de Tours in San Martín Texmelucan de Labastida

Der Bundesstaat Puebla [ˈpweβla], offiziell Freier und Souveräner Staat Puebla (spanisch Estado Libre y Soberano de Puebla), ist einer von insgesamt 31 Bundesstaaten Mexikos. Er liegt im zentralen Hochland Mexikos. Die Bezeichnung in Nahuatl lautet Tlahtohcayotl Puebla.

## Geographie
Der Bundesstaat liegt im zentralen Hochland Mexikos zwischen Sierra Nevada und Sierra Madre Oriental südöstlich von Mexiko-Stadt. Im Westen liegen die Zwillingsvulkane Popocatépetl und Iztaccíhuatl.
Puebla grenzt im Süden an Guerrero und Oaxaca, im Osten und Norden an Veracruz und im Westen an Hidalgo, Tlaxcala, México und Morelos, hat eine Fläche von 34.306 km² und ca. 5,8 Mio. Einwohner. Die Hauptstadt ist Heroica Puebla de Zaragoza (auch kurz Puebla).

## Bevölkerungsentwicklung
| Jahr | Einwohnerzahl |
| ---- | ------------- |
| 1950 | 1.625.830     |
| 1960 | 1.973.837     |
| 1970 | 2.508.226     |
| 1980 | 3.347.685     |
| 1990 | 4.126.101     |
| 1995 | 4.624.365     |
| 2000 | 5.076.686     |
| 2005 | 5.383.133     |
| 2010 | 5.779.829     |
| 2015 | 6.168.883     |
| 2020 | 6.583.278     |

## Geschichte
Die Stadt Puebla wurde 1531 als Puebla de los Ángeles zwischen Veracruz und Mexiko-Stadt gegründet, um die Handelsstraße zu kontrollieren. Spanier und indianische Hilfskräfte errichteten gemäß einem vorgegebenen Grundplan Wohngebäude im Kolonialstil. Puebla war in der spanischen Kolononialzeit Teil des Vizekönigreichs Neuspanien. Der Bundesstaat entstand gegen Ende des Mexikanischen Unabhängigkeitskriegs am 21. Dezember 1823. In Puebla ereignete sich Sieg der Mexikaner über das französisch geführte Interventionsheer im Jahr 1862 (vgl. heutiger Name der Stadt Puebla, Heroica Puebla de Zaragoza).

## Politik

### Gouverneur
Die Regierung des Bundesstaates wird von einem direkt vom Volk gewählten Gouverneur (span.: Gobernador) geleitet. Aktuell ist dies Miguel Barbosa Huerta von der Partei Morena (Amtszeit 2019–2024).
Die Zentralregierung wirkt stark in die Bundesstaaten hinein. Dies liegt in den vielfältigen Abhängigkeiten der Staaten von der Bundesregierung begründet, da diese den Staaten und Gemeinden einen Teil der Steuereinnahmen zuweist. Daneben haben die Ministerien Vertretungen (Delegaciones) in den Bundesstaaten, Regierungsbezirken und Gemeinden. Über diese werden Bundesmittel insbesondere für Sozialfürsorge und Entwicklungsprogramme vergeben.

### Verwaltungsgliederung
Puebla gliedert sich in 217 Municipios. Die größten Städte sind Heroica Puebla de Zaragoza, Tehuacán, Cholula de Rivadavia, Atlixco, Amozoc de Mota, San Martín Texmelucan de Labastida, Teziutlán, Huauchinango und San Bernardino Tlaxcalancingo. Die Hauptstadt ist Heroica Puebla de Zaragoza (auch kurz Puebla).

## Wirtschaft
Puebla ist wirtschaftlich eine außerordentlich starke Region. Volkswagen de México hat dort seit 1964 eine Produktionsstätte mit etwa 20 000 Beschäftigten. Ausgangspunkt war die Produktion des Käfers für den mexikanischen Markt. Zwischenzeitlich produziert VW dort für den gesamten amerikanischen Markt Fahrzeuge. Audi begann 2017 in San José Chiapa mit der Produktion des Q5 für den Weltmarkt (außer China).
Weitere bedeutsame Wirtschaftszweige sind die Textilindustrie und der Tourismus.

## Sehenswertes
Die Altstadt von Puebla zählt zum Weltkulturerbe und zieht Besucher aus der ganzen Welt an.
Im Bundesstaat Puebla befindet sich zudem die große Pyramide von Cholula (Tlachihualtepetl), welche nach dem Volumen von 4,45 Mio. Kubikmetern  die größte Pyramide der Welt ist (Grundfläche 425 mal 425 m, Höhe 66 m).